# Perlenkrone

Flache Perlenkrone

Die flache Perlenkrone ist eine schwedische Krone und war den Freiherren und Grafen vorbehalten. Sie hat auf dem Stirnreif eine umlaufende aus sechzehn Perlen und in der aufsitzenden Lage nur noch vier Perlen gleichmäßig verteilte Lage. In der Darstellung sind nur acht Perlen und drei aufsitzend über den Stirnreif sichtbar. Auf finnischen Wappen hat sie die Funktion einer heraldischen Krone übernommen. Sie gilt auch als Rang- und Freiherrnkrone für Norwegen und die russischen Ostseeprovinzen. In Beschreibungen wird sie als flache Perlenkrone zur Unterscheidung beschrieben, da für die verschiedenen Adelsränge auch Perlenkronen mit hochragenden perlengeschmückten Zinken unterschiedlicher Anzahl bekannt sind.

## Beispiele auf Wappen

Åland
Mittelösterbotten
Savonlinna

## Einzelnachweis
1. ↑  Gert Oswald: Lexikon der Heraldik. VEB Bibliographisches Institut, Leipzig 1984.